# Tokyo Family
Tokyo Family (東京家族?, Tōkyō kazoku) è un film del 2013 diretto da Yōji Yamada.
È un remake del film Viaggio a Tokyo (1953), capolavoro del regista Yasujirō Ozu, di cui Yamada stesso fu assistente. Il film, ambientato nel Giappone contemporaneo, è stato presentato alla 63ª edizione del Festival internazionale del cinema di Berlino.

## Trama
Shūkichi Hirayama e sua moglie Tomiko sono un'anziana coppia che vive in una piccola isola situata nel Mare interno di Seto. Con la scusa di porgere le condoglianze alla vedova di un amico di famiglia, decidono di recarsi a Tokyo per far visita ai loro tre figli, che si sono trasferiti nella capitale per lavoro.
Koichi, il figlio maggiore, è un medico e gestisce un ambulatorio privato; Shigeko possiede un salone di bellezza; mentre, Shoji, il più piccolo, lavora saltuariamente nell'allestimento di scenografie per il teatro Kabuki e, a differenza dei fratelli, non sembra avere un chiaro progetto di vita né sforzarsi di trovarlo.
Giunti nella metropoli, gli anziani genitori vengono ospitati prima dal figlio maggiore poi da sua sorella, ma entrambi sembrano essere troppo impegnati col lavoro per poter dedicare loro un po' di tempo. Alla fine Shoji fa fare loro un giro della città ma l'eterna incompatibilità col padre finisce per rovinare anche questo momento piacevole. Koichi e Shigeko decidono poi di pagare ai genitori un lussuoso albergo perché stiano più comodi, ma dopo una sola notte, annoiati e isolati, i due anziani coniugi tornano dai figli, avendo però ormai la chiara sensazione di sentirsi di troppo.
Decisi allora di ripartire al più presto, Shūkichi e Tomiko pianificano la loro ultima notte a Tokyo. Lui andrà finalmente a rendere omaggio alla vedova del suo amico morto e chiederà alloggio ad un altro amico che lo attende da tempo. Lei farà una sorpresa a Shoji che ha sì la casa più piccola di tutti, ma un posto per la madre ce l'ha di sicuro e magari sarà contento sapendo che lei potrà fargli qualche faccenda.
Shūkichi passa una nottataccia, ubriacandosi per colpa dell'amico che, per altro, non gli dà alloggio. Tomiko invece scopre che il figlio scapestrato, all'insaputa di tutti, ha una bravissima compagna che desidera sposare e che gli ha già "fatto mettere la testa a posto". Felicissima di questo, Tomiko le affida addirittura i suoi risparmi, sicura di averli posti in buone mani e per sostenere una famiglia che sta per nascere sotto i migliori auspici. La futura nuora Noriko accetta, sbalordita e lusingata.
L'indomani, Tomiko, riunitasi col marito a casa di Koichi, per poter ripartire, sprizza di gioia, ma prima ancora che possa spiegare il motivo agli altri familiari è colta da un malore. Ricoverata, è in condizioni disperate. Mentre tutti sono già al suo capezzale, l'ultimo ad arrivare è, come sempre, Shoji, in compagnia di Noriko che così si presenta ufficialmente alla famiglia. Shoji racconta gli ultimi momenti passati con la madre e i familiari comprendono il perché della grande gioia mostrata dalla donna prima del malore fatale.
Morta Tomiko, la famiglia si riunisce qualche giorno dopo nel pittoresco paese di origine per portarvi le ceneri e renderle l'ultimo omaggio. Shūkichi è deciso a rimanere lì dove ha sempre vissuto anche se ora, da solo, sarà tutto più difficile. Finita la cerimonia, ripartono tutti tranne Shoji che, per qualche giorno, decide di tenere compagnia al padre con Noriko. Quando anche questi decidono di ripartire per Tokyo, 
Shūkichi dona a Noriko un orologio appartenuto alla moglie. Un'espressione di gratitudine da parte di un uomo burbero, verso la ragazza che ha reso felice gli ultimi momenti di vita di sua moglie e che ora gli ha permesso di vedere suo figlio con occhi diversi.

## Produzione
Nel 2013, Shochiku decide di celebrare il cinquantesimo anniversario della scomparsa del regista Yasujirō Ozu, realizzando un remake del suo film più rappresentativo, Viaggio a Tokyo (1953). Per dirigere il film, viene chiamato il regista Yōji Yamada, il quale fu un assistente alla regia dello stesso Ozu.
Yamada decide di trasferire la storia originale ai giorni nostri, sostituendo il trauma del dopoguerra e della bomba atomica con quelli provocati dallo tsunami.

## Distribuzione
Dopo un'anteprima il 19 gennaio 2013 in patria, il film è stato presentato a febbraio al Festival internazionale del cinema di Berlino quindi nei mesi seguenti è stato distribuito nei maggiori mercati cinematografici dell'estremo oriente e in Brasile.

## Riconoscimenti
- 2013 - Blue Ribbon Awards
  - Nomination per il Miglior film a Yōji Yamada
- 2013 - Valladolid International Film Festival
  - Spiga d'Oro per il Miglior film
- 2014 - Awards of the Japanese Academy
  - Nomination per il Miglior film a Yōji Yamada
  - Nomination per il Miglior regista a Yōji Yamada
  - Nomination per il Miglior attore a Isao Hashizume
  - Nomination per la Miglior attrice a Kazuko Yoshiyuki
  - Nomination per il Miglior attore non protagonista a Satoshi Tsumabuki Kisato
  - Nomination per la Miglior attrice non protagonista a Yū Aoi
  - Nomination per la Migliore sceneggiatura a Yōji Yamada e Emiko Hiramatsu
  - Nomination per il Miglior fotografia a Masashi Tikamori
  - Nomination per il Miglior montaggio a Qiwao Ishii
  - Nomination per la Migliore colonna sonora a Joe Hisaishi
  - Nomination per le Migliori luci a Koichi Watanabe
  - Nomination per il Miglior montaggio sonoro a Kazumi Kishida
- 2014 - Jeonju International Film Festival
  - Premio NETPAC

## Omaggi e riferimenti
- Nella pellicola c'è un omaggio a Il terzo uomo (1949) del regista britannico Carol Reed. Mentre guarda una luminosa ruota panoramica dalla sua camera d'albergo, Shūkichi ricorda alla moglie che da giovani, ancor prima che fossero sposati, videro al cinema quel film. Shūkichi aggiunge: «Mi ricordo ancora la scena sulla ruota panoramica al parco divertimenti di Vienna. Orson Welles dice delle grande battute lì».
- Nella libreria per ragazzi in cui lavora Noriko, viene mostrato un libro illustrato: The Little House (1949) di Virginia Lee Burton. In seguito, questo libriccino verrà riproposto dallo stesso Yamada in The Little House (2014), poiché esso è stato la principale fonte d'ispirazione per la scrittrice Kyoko Nakajima che ha scritto l'omonimo romanzo da cui il film è tratto.
- L'intero cast del film, con gli stessi ruoli e nomi, e sempre sotto la regia di Yamada, sarà protagonista nel 2016 di What a Wonderful Family!, una commedia che ha avuto un buon successo tanto che ne sono stati girati due seguiti. Tokyo Family e questa serie non sono comunque da considerare narrativamente collegati.